# Анка Упала
Анка Упала (біл. Анка Упала; 1981, Могильов) — білоруська письменниця та перекладачка. Мешкає у Мінську.

## Освіта
Закінчила факультет іноземних мов Могильовського державного університету.

## Творчість
Оповідання та вірші публікувались у збірці «Свята правда та інші казки» (2009), могильовських періодичних виданнях, літературних часописах «Тексти», «Дієслово», «Фермопіли», «Arche», газеті «Літературна Білорусь», шведській антології сучасної білоруської літератури «Білорусь — літературна подорож», (Стокгольм, 2011). Авторка перекладів прози з англійської, російської та старобілоруської мов, автоперекладів на англійську.

## Нагороди
Переможниця літературного конкурсу імені Даниіла Хармса (Санкт-Петербург, 2007), фіналістка конкурсу молодих літераторів імені Карлоса Шермана (Мінськ, 2009), дипломант премії «Дебют» імені Максима Богдановича в номінації «Проза» (2011).